# بيتر لي (مهندس)
بيتر لي (بالإنجليزية: Peter Leslie Lee)‏ هو مهندس أسترالي، ولد في 1954.